# Betty Nansen
Pour les articles homonymes, voir Nansen.
Betty Nansen (née Betty Anna Maria Müller le 19 mars 1873 à Copenhague; morte le 15 mars 1943  à Frederiksberg) est une actrice danoise et la directrice d'un théâtre qui porte maintenant son nom, le Betty Nansen Teatret.

## Biographie
Betty Nansen fit ses débuts en 1893 dans le rôle-titre d'une pièce de Victorien Sardou, Dora. Elle joua ensuite dans une pièce de Hermann Sudermann (Heimat), puis interpréta le rôle principal dans La Dame aux camélias d'Alexandre Dumas fils. À la fin 1896, elle rejoignit le Théâtre royal danois où elle fit ses débuts dans Les Piliers de la société d'Ibsen.
Actrice de cinéma au Danemark dès 1913, Betty Nansen partit aux États-Unis de 1914 à 1916, à l'appel de la Fox Film mais n'y rencontra pas un grand succès. Elle tourna dans plusieurs films, dont Anna Karénine de J. Gordon Edwards, aujourd'hui considéré comme perdu. 
Betty Nansen retourna ensuite au Danemark et prit la direction d'un théâtre de Frederiksberg dont elle changea le nom pour lui donner le sien, le Betty Nansen Teatret. Elle le dirigea jusqu'à sa mort.
De 1896 à 1918, Betty Nansen fut marié avec Peter Nansen (1861-1918). Son second époux fut l'acteur Henrik Bentzon.
Kaj Munk lui a écrit un poème.

## Filmographie partielle

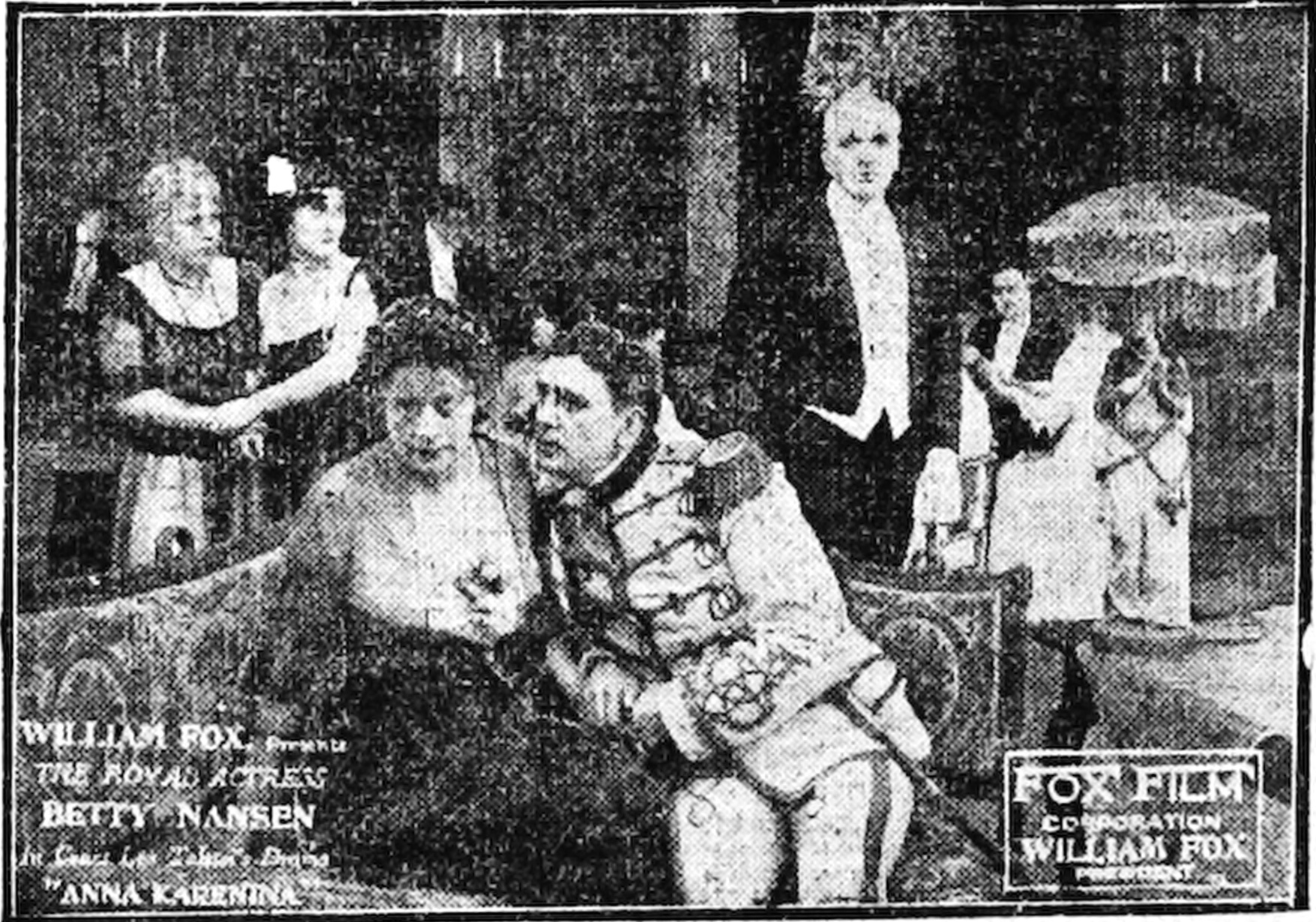
Betty Nansen dans Anna Karénine.

- 1914 : Hammerslaget
- 1915 : The Celebrated Scandal
- 1915 : Anna Karénine
- 1915 : Should a Mother Tell
- 1917 : En ensom Kvinde